# Cadalao del Friuli
Cadalao del Friuli (anche Cadalo, in latino Cadalaus, in franco: Cadolah o Chadalhoh o Chadolah; ... – 819) fu conte della marca del Friuli dall'817 all'819.

## Biografia
Figlio del conte Bertoldo e di una nobile della famiglia degli Ahalolfingi, con il fratello Uurgo fu un benefattore del monastero di San Gallo; ci rimane un documento datato 23 ottobre 805 con cui i due fratelli donarono alcune proprietà nel villaggio di Wanga.
Ludovico il Pio lo nominò conte della marca del Friuli verso l'817 per fronteggiare la grave minaccia della ribellione di Ljudevit Posavski, duca della Bassa Pannonia. Cadalao marciò contro il nemico, ma fu sconfitto e morì, probabilmente in battaglia. Come conseguenza, il Friuli dovette subire varie scorrerie delle popolazioni slave.
Secondo la Vita Hludowici Imperatoris di Thegan di Treviri, gli succedette Balderico.